# Oxydia foedaria
Oxydia foedaria là một loài bướm đêm trong họ Geometridae.